# Buckminster Fuller
Richard Buckminster Fuller, chamado de Bucky (Milton, 12 de julho de 1895 — Los Angeles, 1 de julho de 1983) foi um visionário, designer, arquitecto, inventor e escritor estadunidense.

## Biografia
Fuller começou a estudar na Universidade Harvard, mas foi expulso desta universidade. Fez serviço militar na marinha norte-americana durante a Primeira Guerra Mundial. Em 1927, com a idade de 32 anos, na bancarrota e desempregado, vivendo em condições precárias em Chicago, viu a sua jovem filha, Alexandra, morrer de pneumonia durante o Inverno. Sentindo-se culpado, começou a beber e pensou em suicidar-se. Segundo as suas palavras, quando ia consumar o acto, decidiu fazer "uma experiência: descobrir o quanto poderia um único indivíduo contribuir para mudar o mundo e beneficiar toda a humanidade." No meio século que se seguiu, Fuller presenteou o mundo com um largo espectro de ideias, projectos e invenções, que visavam essencialmente a eficiência e o baixo custo de habitações e transportes. Documentou escrupulosamente a sua vida, filosofia e ideias num diário pessoal e em vinte e oito publicações. Foi condecorado nos Estados Unidos por vinte e cinco vezes e agraciado com cinquenta doutoramentos "honoris causa". A 16 de Janeiro de 1970, Fuller recebeu a Medalha de Ouro do American Institute of Architects.
A sua carreira internacional deu um salto com o sucesso das suas cúpulas geodésicas, nos anos 1950. Desenhando, pesquisando, desenvolvendo projectos e escrevendo, ensinou design nas várias partes do mundo.
Richard Buckminster Fuller faleceu em 1 de julho de 1983 aos 88 anos. Deixou 56 anos de pesquisa nas mais diversas áreas totalmente documentados. Com exceção do domo geodésico, com cerca de 200 000 produções espalhadas pelo mundo, a maioria das invenções de Fuller ainda não foram produzidas em larga escala.
É considerado mundialmente como um líder carismático do design, da arquitectura e das comunidades "alternativas".
Conta-se que ao visitar a sua esposa, que estava em coma num hospital, disse: "Está à minha espera". Em seguida terá fechado os olhos. Duas horas depois estava morto, vítima de ataque cardíaco. A sua mulher morreu 36 horas depois.

## A obra

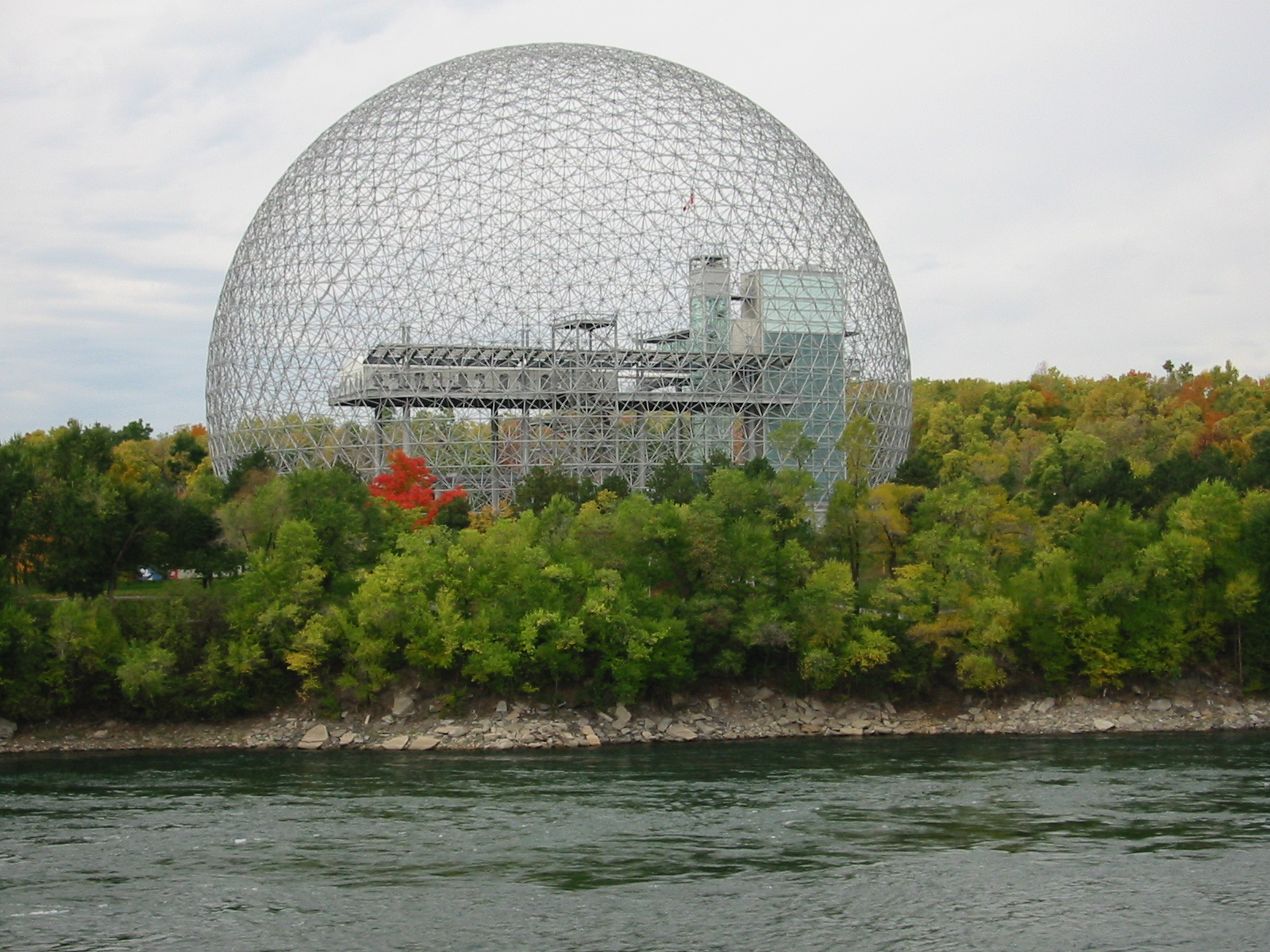
Pavilhão norte-americano da Exposição Mundial de 1967 (na Ilha de Santa Helena, Montreal, Quebec, Canadá) projectada por R. Buckminster Fuller. Hoje em dia designada de "Biosfera", é uma aplicação exemplar da estrutura designada por cúpula geodésica, segundo o conceito desenvolvido por Fuller, no âmbito do seu pensamento "sinergético".

Fuller é sempre referenciado como um homem à frente do seu tempo por conta das invenções e pesquisas realizadas em sua vida, sempre buscando antecipar os problemas a serem enfrentados pela humanidade e buscando soluções para estes através da tecnologia. A ideia de atingir mais qualidade de vida para todos com cada vez menos recursos é um dos principais pontos do objetivo principal do seu trabalho que o próprio designava como sendo Comprehensive Anticipatory Design Science.
Durante a sua vida, escreveu 28 livros, foi considerado Doutor Honorário 47 vezes em instituições de Artes, Ciências da Natureza, Engenharia e Ciências Humanas, recebeu vários prêmios ligados a arquitetura e design nos Estados Unidos e Inglaterra. Seu trabalho esteve permanentemente em museus em todo o mundo.
Buckminster Fuller ficou mais conhecido pela invenção do Domo geodésico. Estrutura arquitetônica mais leve e forte com melhor relação custo/benefício jamais projetada. As cúpulas geodésicas, propostas por Fuller, são a concretização das suas pesquisas no sentido de encontrar o máximo de eficiência na tecnologia das estruturas.
Os conceitos geométricos estudados por Fuller, entretanto, têm sobrevivido ao seu criador de forma inesperada: a estrutura biológica dos vírus, dos quasi-cristais e dos buckminsterfulerenos (a terceira forma alotrópica do carbono puro, para além do diamante e da grafite, excluindo o carvão, que é amorfo) demonstram bem que Buckminster soube interpretar os fundamentos geométricos da natureza, para além do que, talvez ele mesmo pudesse predizer.
A Natureza aparece, desde o início da sua carreira, como a grande mestra onde o Homem se deve inspirar. Neste sentido, Fuller segue o caminho já iniciado pelos antigos gregos, na escola pitagórica e platónica, sendo um dos primeiros pesquisadores a propor fontes renováveis de energia. Usando suas palavras - "não há crise de energia, somente a crise da ignorância." Sua genialidade o levou a criar o termo "Espaçonave Terra" Com o Dymaxion Map " (dinâmica + maximização), patenteou como um sistema cartográfico que foi o primeiro a mostrar todos os continentes do planeta em uma superfície plana sem distorções.
O jogo desenvolvido por Fuller chamado World Game® utiliza um mapa Dymaxion para mostrar os recursos do mundo e permitir que os jogadores desenvolvam estratégias de solução para problemas globais da humanidade. Fuller passou tardes divertidíssimas confundindo-se com as próprias regras que inventou. Toda a sua pesquisa sobre os recursos do planeta, tendências e necessidades do ser humano foram desenvolvidos para servir como informações para o World Game.